# Съвинещ
 Тази статия е за селото в Румъния.  За общината вижте Съвинещ (община).  
Съвинещ (на румънски: Săvinești) е село в североизточна Румъния, административен център на община Съвинещ в окръг Нямц. Населението му е около 5 630 души (2002).
Разположено е на 284 m надморска височина в подножието на Карпатите, в историческата област Молдова, на 11 km югоизточно от центъра на Пятра Нямц. През селото преминават път и железопътна линия, свързващи Пятра Нямц с Бакъу. Северно от селото е разположен голям завод за производство на синтетични влакна.